# Borbély Sándor (politikus)
Borbély Sándor (Bún, 1931. december 12. –  Szigetújfalu, 1998. november 27.) magyar kommunista politikus, a Munkásőrség utolsó országos parancsnoka.

## Főbb tisztségei
- Az MSZMP KB póttagja 1957. június 29.–1962. november 24.
- Az MSZMP Budapest XXI. Kerületi Bizottsága első titkára 1966–1970
- A Csepel Vas- és Fémművek MSZMP Bizottsága első titkára 1970. június–1975. július
- Az MSZMP KB tagja 1970. november 28.–1989. október 7.
- Az MSZMP KB Ipari, Mezőgazdasági és Közlekedési Osztálya vezetője 1975. július 2.–1976. október 28.
- Az MSZMP KB titkára 1976. október 26.–1980. március 27.
- A Munkásőrség országos parancsnoka 1980. április 10.–1989. október 20.

## Életpályája
Az egykori Kis-Küküllő vármegyében található Bún (Bun) községben született. 1943-ban költözött nagyszüleitől a szüleihez Budapestre. Szerszámlakatosnak tanult. 1945-ben belépett a kommunista irányítás alatt álló Magyar Demokratikus Ifjúsági Szövetségbe. 
1957 októberében, a KISZ budapesti bizottságának titkára, majd első titkára lett.
1976. októberben az MSZMP KB Titkárságának tagjává választották és Pullai Árpád utódaként megkapta az alsó szintű pártszervezői KB-titkár posztját is. 
Az MSZMP XII. kongresszusán (1980. március 24–27.) felmentették KB-titkári tisztéből, és vezérőrnagyi rendfokozatban (1986-tól altábornagy), valamint államtitkári besorolással kinevezték a Munkásőrség országos parancsnokává. Ő volt a Munkásőrség utolsó parancsnoka a szervezet 1989-es feloszlatásáig.

## Díjai, elismerései
- Munka Érdemrend arany fokozat (1967,[2] 1974[3])
- Szocialista Magyarországért Érdemrend (1983)[4]